# Nunatak
Ne doit pas être confondu avec Pic pyramidal.

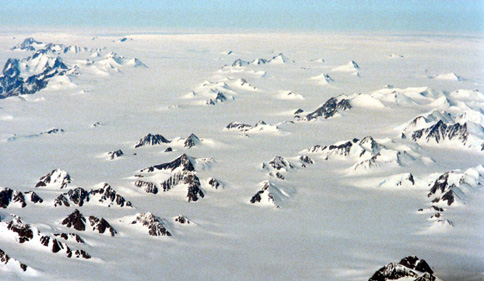
Nunataks sur la côte orientale du Groenland.

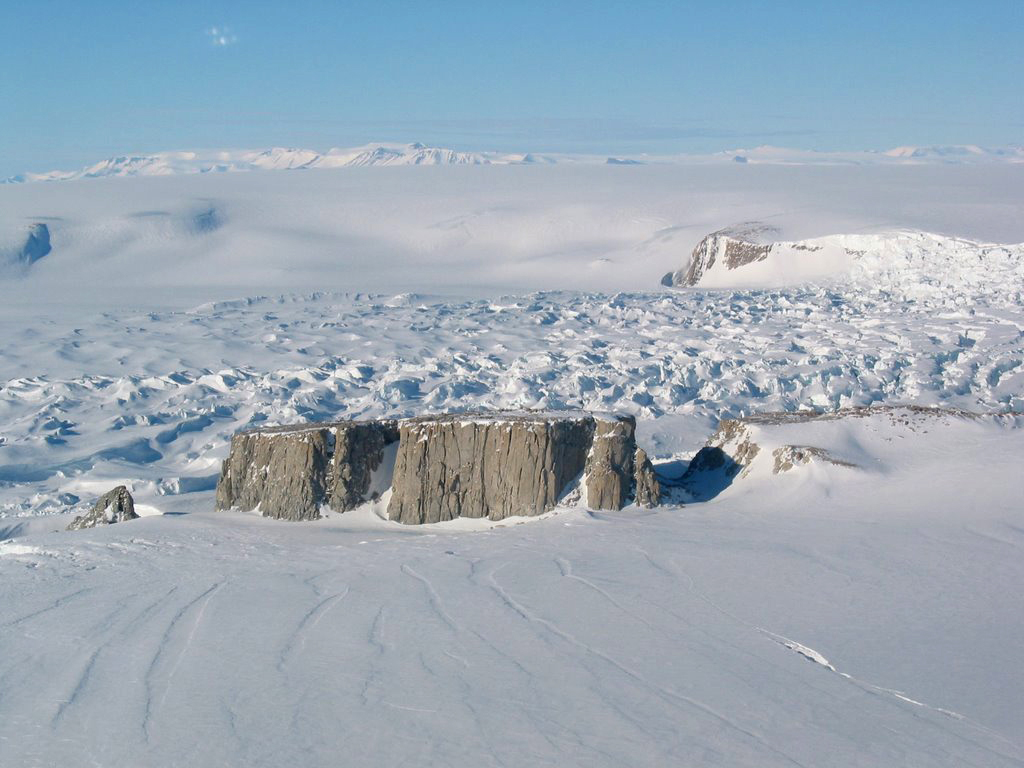
, en Antarctique.

Un nunatak (en groenlandais nunataq signifiant « montagne » ou « monticule entièrement recouvert de glace durcie ») est une montagne ou piton rocheux s'élevant au-dessus de la glace des inlandsis, champs de glace ou des calottes glaciaires.
Ce pic rocheux est trop escarpé pour que la neige s'y accumule, ce qui le distingue de montagnes comme le mont Erebus, le mont Terror ou la chaîne Transantarctique.
Ils se trouvent principalement au Groenland (chaîne de Watkins, terre de la Reine-Louise) et en Antarctique. Ce terme désigne également toute surface non glaciaire entourée de glaciers. Par l'érosion glaciaire qu'ils subissent sur leurs flancs, les nunataks ont très souvent l'aspect de montagnes escarpées aux parois très raides.